# Picobirnaviridae
Picobirnaviridae es una familia de virus de ARN bicatenario que infectan bacterias. La primera detección de los picobirnavirus fue en humanos y ratas de arroz en 1988.
Inicialmente se creía que los picobirnavirus infectaban animales ya que se habían detectado en muchas muestras fecales de animales con diarrea, sin embargo a diferencia de los otros virus animales no se encontraron en asociación con las células animales, lo que demuestra que no son infectivos para animales. Se ha descubierto que todos los picobirnavirus tienen las secuencias de Shine-Dalgarno típica de los virus procariotas o bacteriófagos, lo que sugiere que estos virus de hecho infectarían las bacterias de la microbiota animal, siendo algunos de sus huéspedes bacterias patogenas intestinales. Los estudios metagenómicos también respaldan que los picobirnavirus son bacteriófagos.

## Descripción
Los viriones son esféricos y miden aproximadamente 33–37 nm de diámetro. Carecen de envoltura vírica. El genoma es lineal, bipartito y está compuesto ARN bisegmentado de 1.7–1.9 kbp y 2.4–2.7 kbp con dos o tres ORF. El segmento más pequeño (dsARN2) es 1.7–1.9 kbp y es monocistrónico. Codifica la ARN polimerasa dependiente de ARN viral (RdRP). El gen de la proteína de la cápside está codificado por el segundo marco de ORF del segmento genómico más grande. La replicación se produce en el citoplasma. La transcripción del virus de ARN bicatenario es el método de transcripción. Los virus se liberan de la célula por gemación. Los picobirnavirus se dividen en dos genogrupos según la secuencia del segmento 2. La ARN polimerasa dependiente de ARN (RdRp) está codificada por el segmento 2.

## Géneros
Se han descrito los siguientes géneros:
- Alphapicobirnavirus
- Betapicobirnavirus
- Deltapicobirnavirus
- Epsilonpicobirnavirus
- Etapicobirnavirus
- Gammapicobirnavirus
- Zetapicobirnavirus